# Нераскрытое дело
«Нераскрытое дело» (англ. Unsolved) — американский драматический телесериал-антология. Первый сезон имеет подзаголовок «Убийства Тупака и The Notorious B.I.G.» (англ. The Murders of Tupac and the Notorious B.I.G.). Премьера сериала состоялась 27 февраля 2018 года на телеканале USA Network.

## В ролях
- Уэви Джонез — Джордж Уоллес
- Марк Роуз — Тупак Шакур
- Джош Дюамель — детектив Грег Кадинг
- Джимми Симпсон — детектив Рассел Пул
- Букем Вудбайн — офицер Дарин Дюпри
- Джейми Макшейн — детектив Фред Миллер
- Брент Секстон — детектив Брайан Тиндалл
- Люк Джеймс — Шон Комбс
- Аиша Хиндс — Волетта Уоллес
- Летоя Лакетт — Шарита Голден

## Производство
Телесериал был заказан 12 мая 2017 года.

## Отзывы критиков
На сайте-агрегаторе Rotten Tomatoes сериал получил 74% «свежести» с рейтингом 5,92/10 на основе 19-ти рецензий. На Metacritic сериал держит 66 баллов из ста, что основано на 15-ти «в общем положительных» отзывах.